# The Skys
The Skys – litewski zespół grający rock progresywny, istniejący od 1995.

## Historia zespołu
Zespół powstał w roku 1995. Po nagraniu dwóch niskonakładowych kaset (1997–1999), pierwszą płytę długogrającą, Postmodern Game opublikował w 2004.
Muzyka grupy porównywalna bywa do Eloy, Pink Floyd, Alan Parsons Project, Renaissance, The Gathering oraz Hipgnosis.
Płyta Colors of the Desert z 2011 miała charakter koncepcyjny, opowiadając o wyprawie na pustynię, jako alegorii życia.
W nagraniu płyty Automatic Minds z 2019 wzięli gościnnie udział m.in. Snowy White, Durga McBroom (oboje współpracujący z Pink Floyd), Rob Townsend (z zespołu Steve’a Hacketta) czy Neil Taylor.
The Skys zdobył m.in. wyróżnienie na New York International Music Festival (2004) oraz nagrodę polskiej publiczności podczas Rockowych Andrzejek (2011).

## Dyskografia
Na podstawie materiału źródłowego.
- Civilized (1997; kaseta)
- Dreams (1999; kaseta)
- Postmodern Game (2004)
- Colors of the Desert (2011)
- Journey Through The Skies (2015)
- Automatic Minds (2019)

## Skład
Skład z płyty Automatic Minds:
- Jonas Čiurlionis – gitara, śpiew
- Božena Buinicka – instrumenty klawiszowe, śpiew
- Justinas Tamaševičius  – gitara basowa
- Ilja Molodcov – perkusja